# Canton de Wormhout
Le canton de Wormhout est une division administrative française, située dans le département du Nord et la région Hauts-de-France.
À la suite du redécoupage cantonal de 2014, les limites territoriales du canton sont remaniées. Le nombre de communes du canton passe de 11 à 45.

## Histoire
Un nouveau découpage territorial du département du Nord entre en vigueur à l'occasion des premières élections départementales suivant le décret du 17 février 2014. Les conseillers départementaux sont, à compter de ces élections, élus au scrutin majoritaire binominal mixte. Les électeurs de chaque canton élisent au Conseil départemental, nouvelle appellation du Conseil général, deux membres de sexe différent, qui se présentent en binôme de candidats. Les conseillers départementaux sont élus pour 6 ans au scrutin binominal majoritaire à deux tours, l'accès au second tour nécessitant 12,5 % des inscrits au 1er tour. En outre la totalité des conseillers départementaux est renouvelée. Ce nouveau mode de scrutin nécessite un redécoupage des cantons dont le nombre est divisé par deux avec arrondi à l'unité impaire supérieure si ce nombre n'est pas entier impair, assorti de conditions de seuils minimaux. Dans le Nord, le nombre de cantons passe ainsi de 79 à 41.
Le canton est entièrement inclus dans l'arrondissement de Dunkerque. Le bureau centralisateur est situé à Wormhout.

## Représentation

### Conseillers d'arrondissement (de 1833 à 1940)
| Période | Période      | Identité                                     | Étiquette   | Qualité |
| ------- | ------------ | -------------------------------------------- | ----------- | --- |
| 1833    | 1839         | Philippe Antoine Vandenkerckhove (1775-1849) |             | Maire de Bollezeele                                                                                         |
| 1839    | 1848         | Louis Bertin Cornil Blanckaert (1805-1870)   |             | Propriétaire, maire de Wormhout                                                                             |
|         |              |                                              |             | |
| 1880    |              | Dieudonné Lernout (1831-1896)                |             | Docteur en médecine à Wormhout                                                                              |
|         |              |                                              |             | |
| 1898    | 1919         | Ernest Alfred Léopold Wemaere                | Républicain | Docteur en médecine à Wormhout                                                                              |
| 1919    | 1939 (décès) | Jules Dehaene                                | FR          | Notaire, maire de Bollezeele (1907-?)                                                                       |
| 1939    | 1940         | Siège vacant                                 |             | |
| 1940    |              |                                              |             | Les conseils d'arrondissement ont été suspendus par la loi du 12 octobre 1940 et n'ont jamais été réactivés |

### Conseillers généraux jusqu'en 2015
De 1833 à 1848, les cantons de Wormhout, d'Hondschoote, et de Bergues ont le même conseiller général.
| Période | Période | Identité                                   | Étiquette                 | Qualité |
| ------- | ------- | ------------------------------------------ | ------------------------- | --- |
| 1833    | 1848    | Louis de Hau de Staplande                  | légitimiste               | Député du Nord de 1838 à 1851 puis de 1871 à 1876, Sénateur du Nord de 1876 à 1877, Conseiller général pour le Canton de Bergues de 1848 à 1851, Maire de Bergues de 1848 à 1852,. |
| 1848    | 1852    | Louis Blanckaert                           |                           | Propriétaire, Maire de Wormhout de 1834 à 1848 et de 1850 à 1852, Juge de Paix, conseiller d'arrondissement,.                                                                      |
| 1852    | 1869    | François-Jacques Morael                    |                           | Docteur en médecine à Wormhout,. |
| 1869    | 1895    | Alphonse Bergerot                          | Union des Droites         | Député de la 2e circonscription de Dunkerque de 1880 à 1889, Député de la 2e circonscription de Dunkerque de 1880 à 1893, Maire d'Esquelbecq de 1862 à 1908.                       |
| 1895    | 1925    | Gustave Morael (1862-1948)                 | URD                       | Propriétaire à Wormhout. |
| 1925    | 1931    | Charles Bergerot                           | URD                       | Député de la 2e circonscription de Dunkerque de 1928 à 1932, Maire d'Esquelbecq de 1925 à 1940.                                                                                    |
| 1931    | 1937    | Robert Dejonghe                            | Républicains indépendants | Négociant en grains à Wormhout |
| 1937    | 1940    | Jean Morael (1906-1976) (fils de G.Morael) | Républicains indépendants | Industriel à Ivry (Seine) |
|         |         |                                            |                           | |
| 1943    | 1945    | Émile Dehaene (1888-1968)                  |                           | Agriculteur Maire de Wormhout Nommé conseiller départemental en 1943 |
|         |         |                                            |                           | |
| 1945    | 1949    | Jean Morael                                | DVD                       | Industriel à Ivry (Seine) |
| 1949    | 1967    | Roger Deblock                              | CNI                       | Agriculteur, Sénateur du Nord de 1969 à 1974, Vice-Président du Conseil général du Nord de 1958 à 1962, Conseiller régional du Nord-Pas-de-Calais de 1973 à 1974.                  |
| 1967    | 1979    | André Ammeux (1924-2009)                   | CNI                       | Négociant en engrais et en pommes de terre Maire d'Esquelbecq de 1957 à 1971. |
| 1979    | 1985    | Robert Deldicque                           | PS                        | Directeur Maire de Wormhout de 1977 à 1995. |
| 1985    | 1998    | Gabriel Deblock                            | DVD puis RPR              | Herbager Député de la Quatorzième circonscription du Nord de 1993 à 1997, Maire d'Esquelbecq de 1971 à 1999.                                                                       |
| 1998    | 2015    | Patrick Valois                             | Union pour le Nord (DVD)  | Pharmacien à Esquelbecq. |

### Conseillers départementaux à partir de 2015
Par décret du 17 février 2014, le nombre de cantons du département est divisé par deux, avec mise en application aux élections départementales de mars 2015. Le canton de Wormhout est conservé et s'agrandit. Il passe de 11 à 45 communes.
| Période élective | Période élective | Mandat | Mandat   | Identité       | Nuance | Nuance | Qualité                                                                                         |
| ---------------- | ---------------- | ------ | -------- | -------------- | ------ | ------ | ----------------------------------------------------------------------------------------------- |
| 2015             | 2021             | 2015   | 2021     | Patrick Valois |        | DVD    | Pharmacien à Esquelbecq Vice-président du Conseil départemental du Nord depuis le 2 avril 2015. |
| 2015             | 2021             | 2015   | 2021     | Anne Vanpeene  |        | DVD    | Professeure Maire de Winnezeele depuis 2014.                                                    |
| 2021             | 2028             | 2021   | en cours | Patrick Valois |        | DVD    | Conseiller sortant Vice-Président du conseil départemental (ruralité, environnement)            |
| 2021             | 2028             | 2021   | en cours | Anne Vanpeene  |        | DVD    | Conseillère sortante                                                                            |

### Résultats détaillés

#### Élections de mars 2015
À l'issue du 1er tour des élections départementales de 2015, deux binômes sont en ballottage : Patrik Valois et Anne Vanpeene (DVD, 48,40 %) et Jessica Dias Ferreira et Gaston Lemaire (FN, 34,67 %). Le taux de participation est de 56,91 % (23 467 votants sur 41 238 inscrits)
Au second tour, Patrik Valois et Anne Vanpeene (DVD) sont élus avec 62,97 % des suffrages exprimés et un taux de participation de 55,74 % (13 407 voix pour 22 984 votants et 41 238 inscrits).

#### Élections de juin 2021
Le premier tour des élections départementales de 2021 est marqué par un très faible taux de participation (33,26 % au niveau national). Dans le canton de Wormhout, ce taux de participation est de 38,18 % (15 879 votants sur 41 595 inscrits) contre 30,39 % au niveau départemental. À l'issue de ce premier tour, deux binômes sont en ballottage : Patrick Valois et Anne Vanpeene (Union à droite, 63,3 %) et Cédric Bernard et Lolita Herriou (RN, 23,03 %).
Le second tour des élections est marqué une nouvelle fois par une abstention massive équivalente au premier tour. Les taux de participation sont de 34,36 % au niveau national, 31,01 % dans le département et 38,15 % dans le canton de Wormhout. Patrick Valois et Anne Vanpeene (Union à droite) sont élus avec 76,03 % des suffrages exprimés (11 335 voix pour 15 873 votants et 41 603 inscrits),,. 

## Composition

### Composition avant 2015

Situation du canton de Wormhout dans le département du Nord avant 2015.

Jusqu'en 2015, le canton de Wormhout regroupait onze communes.
| Nom                  | Code Insee | Codepostal | Superficie (km2) | Population (dernière pop. légale) | Densité (hab./km2) |
| -------------------- | ---------- | ---------- | ---------------- | --------------------------------- | ------------------ |
| Wormhout (chef-lieu) | 59663      | 59470      | 27,41            | 5 388 (2012)                      | 197                |
| Bollezeele           | 59089      | 59470      | 17,54            | 1 425 (2012)                      | 81                 |
| Broxeele             | 59111      | 59470      | 3,77             | 304 (2012)                        | 81                 |
| Esquelbecq           | 59210      | 59470      | 12,70            | 2 108 (2012)                      | 166                |
| Herzeele             | 59305      | 59470      | 17,17            | 1 567 (2012)                      | 91                 |
| Lederzeele           | 59337      | 59143      | 8,64             | 585 (2012)                        | 68                 |
| Ledringhem           | 59338      | 59470      | 7,01             | 680 (2012)                        | 97                 |
| Merckeghem           | 59397      | 59470      | 10,73            | 572 (2012)                        | 53                 |
| Nieurlet             | 59433      | 59143      | 10,25            | 997 (2012)                        | 97                 |
| Volckerinckhove      | 59628      | 59470      | 9,88             | 543 (2012)                        | 55                 |
| Zegerscappel         | 59666      | 59470      | 17,40            | 1 513 (2012)                      | 87                 |

### Composition depuis 2015
Le canton de Wormhout comprend désormais quarante-cinq communes entières.
| Nom                              | Code Insee | Intercommunalité        | Superficie (km2) | Population (dernière pop. légale) | Densité (hab./km2) | Modifier                                    |
| -------------------------------- | ---------- | ----------------------- | ---------------- | --------------------------------- | ------------------ | ------------------------------------------- |
| Wormhout (bureau centralisateur) | 59663      | CC des Hauts de Flandre | 27,41            | 5 645 (2022)                      | 206                | modifier les données · modifier les données |
| Arnèke                           | 59018      | CA Cœur de Flandre      | 13,41            | 1 557 (2022)                      | 116                | modifier les données · modifier les données |
| Bambecque                        | 59046      | CC des Hauts de Flandre | 11,81            | 842 (2022)                        | 71                 | modifier les données · modifier les données |
| Bavinchove                       | 59054      | CA Cœur de Flandre      | 8,31             | 1 046 (2022)                      | 126                | modifier les données · modifier les données |
| Bissezeele                       | 59083      | CC des Hauts de Flandre | 3,57             | 242 (2022)                        | 68                 | modifier les données · modifier les données |
| Bollezeele                       | 59089      | CC des Hauts de Flandre | 17,54            | 1 425 (2022)                      | 81                 | modifier les données · modifier les données |
| Broxeele                         | 59111      | CC des Hauts de Flandre | 3,77             | 411 (2022)                        | 109                | modifier les données · modifier les données |
| Buysscheure                      | 59119      | CA Cœur de Flandre      | 6,15             | 580 (2022)                        | 94                 | modifier les données · modifier les données |
| Crochte                          | 59162      | CC des Hauts de Flandre | 7,83             | 658 (2022)                        | 84                 | modifier les données · modifier les données |
| Eringhem                         | 59200      | CC des Hauts de Flandre | 11,53            | 469 (2022)                        | 41                 | modifier les données · modifier les données |
| Esquelbecq                       | 59210      | CC des Hauts de Flandre | 12,70            | 2 143 (2022)                      | 169                | modifier les données · modifier les données |
| Hardifort                        | 59282      | CA Cœur de Flandre      | 6,14             | 389 (2022)                        | 63                 | modifier les données · modifier les données |
| Herzeele                         | 59305      | CC des Hauts de Flandre | 17,17            | 1 627 (2022)                      | 95                 | modifier les données · modifier les données |
| Holque                           | 59307      | CC des Hauts de Flandre | 3,81             | 855 (2022)                        | 224                | modifier les données · modifier les données |
| Hondschoote                      | 59309      | CC des Hauts de Flandre | 23,66            | 4 010 (2022)                      | 169                | modifier les données · modifier les données |
| Houtkerque                       | 59318      | CA Cœur de Flandre      | 13,13            | 982 (2022)                        | 75                 | modifier les données · modifier les données |
| Hoymille                         | 59319      | CC des Hauts de Flandre | 5,53             | 3 206 (2022)                      | 580                | modifier les données · modifier les données |
| Killem                           | 59326      | CC des Hauts de Flandre | 11,99            | 1 172 (2022)                      | 98                 | modifier les données · modifier les données |
| Lederzeele                       | 59337      | CC des Hauts de Flandre | 8,64             | 705 (2022)                        | 82                 | modifier les données · modifier les données |
| Ledringhem                       | 59338      | CC des Hauts de Flandre | 7,01             | 618 (2022)                        | 88                 | modifier les données · modifier les données |
| Merckeghem                       | 59397      | CC des Hauts de Flandre | 10,73            | 609 (2022)                        | 57                 | modifier les données · modifier les données |
| Millam                           | 59402      | CC des Hauts de Flandre | 12,44            | 843 (2022)                        | 68                 | modifier les données · modifier les données |
| Nieurlet                         | 59433      | CC des Hauts de Flandre | 10,25            | 906 (2022)                        | 88                 | modifier les données · modifier les données |
| Noordpeene                       | 59436      | CA Cœur de Flandre      | 17,12            | 812 (2022)                        | 47                 | modifier les données · modifier les données |
| Ochtezeele                       | 59443      | CA Cœur de Flandre      | 5,58             | 363 (2022)                        | 65                 | modifier les données · modifier les données |
| Oost-Cappel                      | 59448      | CC des Hauts de Flandre | 3,99             | 468 (2022)                        | 117                | modifier les données · modifier les données |
| Oudezeele                        | 59453      | CA Cœur de Flandre      | 9,36             | 690 (2022)                        | 74                 | modifier les données · modifier les données |
| Quaëdypre                        | 59478      | CC des Hauts de Flandre | 18,70            | 1 122 (2022)                      | 60                 | modifier les données · modifier les données |
| Rexpoëde                         | 59499      | CC des Hauts de Flandre | 13,37            | 1 984 (2022)                      | 148                | modifier les données · modifier les données |
| Rubrouck                         | 59516      | CA Cœur de Flandre      | 14,88            | 915 (2022)                        | 61                 | modifier les données · modifier les données |
| Saint-Momelin                    | 59538      | CC des Hauts de Flandre | 6,00             | 420 (2022)                        | 70                 | modifier les données · modifier les données |
| Socx                             | 59570      | CC des Hauts de Flandre | 8,00             | 873 (2022)                        | 109                | modifier les données · modifier les données |
| Steenvoorde                      | 59580      | CA Cœur de Flandre      | 29,82            | 4 308 (2022)                      | 144                | modifier les données · modifier les données |
| Terdeghem                        | 59587      | CA Cœur de Flandre      | 8,82             | 518 (2022)                        | 59                 | modifier les données · modifier les données |
| Volckerinckhove                  | 59628      | CC des Hauts de Flandre | 9,88             | 567 (2022)                        | 57                 | modifier les données · modifier les données |
| Warhem                           | 59641      | CC des Hauts de Flandre | 27,84            | 2 035 (2022)                      | 73                 | modifier les données · modifier les données |
| Watten                           | 59647      | CC des Hauts de Flandre | 7,32             | 2 567 (2022)                      | 351                | modifier les données · modifier les données |
| Wemaers-Cappel                   | 59655      | CA Cœur de Flandre      | 4,13             | 229 (2022)                        | 55                 | modifier les données · modifier les données |
| West-Cappel                      | 59657      | CC des Hauts de Flandre | 7,57             | 640 (2022)                        | 85                 | modifier les données · modifier les données |
| Winnezeele                       | 59662      | CA Cœur de Flandre      | 15,54            | 1 280 (2022)                      | 82                 | modifier les données · modifier les données |
| Wulverdinghe                     | 59664      | CC des Hauts de Flandre | 2,92             | 332 (2022)                        | 114                | modifier les données · modifier les données |
| Wylder                           | 59665      | CC des Hauts de Flandre | 2,55             | 301 (2022)                        | 118                | modifier les données · modifier les données |
| Zegerscappel                     | 59666      | CC des Hauts de Flandre | 17,40            | 1 549 (2022)                      | 89                 | modifier les données · modifier les données |
| Zermezeele                       | 59667      | CA Cœur de Flandre      | 4,83             | 245 (2022)                        | 51                 | modifier les données · modifier les données |
| Zuytpeene                        | 59669      | CA Cœur de Flandre      | 11,80            | 542 (2022)                        | 46                 | modifier les données · modifier les données |
| Canton de Wormhout               | 5941       |                         | 501,95           | 53 700 (2022)                     | 107                | modifier les données                        |

## Démographie

### Démographie avant 2015

#### Évolution démographique
| 1975   | 1982   | 1990   | 1999   | 2006   | 2011   | 2012   |
| ------ | ------ | ------ | ------ | ------ | ------ | ------ |
| 12 553 | 14 027 | 14 228 | 14 282 | 15 229 | 15 535 | 15 682 |

#### Pyramide des âges
Comparaison des pyramides des âges du Canton de Wormhout et du département du Nord en 2006
| Hommes | Classe d’âge   | Femmes |
| ------ | -------------- | ------ |
| 0,3    | 90 ans et plus | 1,2    |
| 5,2    | 75 à 89 ans    | 7,1    |
| 12,1   | 60 à 74 ans    | 13,3   |
| 20,1   | 45 à 59 ans    | 20,3   |
| 23,1   | 30 à 44 ans    | 21,1   |
| 16,9   | 15 à 29 ans    | 17,7   |
| 22,3   | 0 à 14 ans     | 19,3   |

| Hommes | Classe d’âge   | Femmes |
| ------ | -------------- | ------ |
| 0,2    | 90 ans et plus | 0,8    |
| 4,3    | 75 à 89 ans    | 7,9    |
| 10,3   | 60 à 74 ans    | 11,9   |
| 19,7   | 45 à 59 ans    | 19,4   |
| 21,1   | 30 à 44 ans    | 20,1   |
| 22,6   | 15 à 29 ans    | 21     |
| 21,6   | 0 à 14 ans     | 19     |

### Démographie depuis 2015
En 2022, le canton comptait 53 700 habitants, en évolution de −0,09 % par rapport à 2016 (Nord : +0,51 %, France hors Mayotte : +2,11 %).
| 2013   | 2018   | 2022   |
| ------ | ------ | ------ |
| 52 952 | 53 890 | 53 700 |